# 田稷
田稷（?—?），又称田稷子，战国时代田齐相国。
田稷子为相，三年后休假回家，得到黄金百镒（两千两）献给母亲。母亲问他如何得到黄金的，田子说是当官的俸禄。母亲不信，以为不应得的东西，不应拿回家。为臣不忠，就是为子不孝。田稷子惭愧，上朝退还黄金，请求齐王处分他。齐宣王认为其母贤能，赦免田稷子的罪，让他重新为相，把金子赐给其母。